# Cæcilie Lassen
 Der er for få eller ingen kildehenvisninger i denne artikel, hvilket er et problem. Du kan hjælpe ved at angive troværdige kilder til de påstande, som fremføres i artiklen.

Cæcilie Lassen (født 19. april 1971) er en dansk forfatter, der blev landskendt med ét, da hun som kun 16-årig i 1987 debuterede med romanen Simone om en lille piges oplevelser under den Franske Revolution. Hun har to døtre.
Siden har hun skrevet tretten romaner, som spænder vidt i tid og rum: fra Spanien under Franco over 1720'ernes Caribien til nutidens København.
Cæcilie Lassens roman En god dag at flyve, er en psykologisk thriller med baggrund i 11. september og den igangværende krig mod terror. 
Hendes seneste roman Sol Stjerne Ulykke handler om to kvinder med vidt forskellige liv, som på overraskende vis krydser hinanden. 
Cæcilie Lassen har udgivet bøger på Borgens Forlag og Rosinante & Co.

## Romaner
- Simone (Borgen, 1987)
- Lulu (Borgen, 1988)
- Duen (Borgen, 1988)
- Chikaderne (Borgen, 1990)
- Avocadotræet (Borgen, 1991)
- Kvinderne fra Santa Clara (Borgen, 1992)
- Jacks sidste rejse (Borgen, 1994)
- Væk er ingen steder (Borgen, 1996)
- Trio (Borgen, 1999)
- Dybhavsfisken (Borgen, 2003)
- En god dag at flyve (Borgen, 2006)
- Piratpigen Mary Read (Borgen, 2010)
- Piratpigen Mary Read 2 (Sohn, 2011)
- Sol Stjerne Ulykke (Rosinante, 2018)
- Den ufortalte historie (Alhambra, 2022)